# Salomé Kora
Salomé Kpayero Kora Joseph (San Gallo, 8 giugno 1994) è una velocista svizzera, specializzata nei 100 metri piani.

## Biografia
Nata da padre beninese e madre svizzera, dopo essere nata nel distretto di Oberegg, Kora si è trasferita all'età di sei anni con la famiglia in Benin dove ha vissuto per un quinquennio. Tornata in Svizzera a studiare, dal 2011 ha intrapreso la carriera atletica gareggiando nel circuito nazionale giovanile nelle gare di velocità.
Kora ha debuttato a livello internazionale nel 2015, prendendo parte alla gara dei 100 metri piani agli Europei under 23 in Estonia. Nel 2016 esordisce tra i seniores agli Europei nei Paesi Bassi, gareggiando anche con la staffetta 4×100, arrivando quarte al traguardo finale. Proprio con la staffetta veloce femminile, Kora ha partecipato a numerose manifestazioni internazionali come i Giochi olimpici di Rio de Janeiro 2016. Ha inoltre preso parte a due edizioni consecutive dei Mondiali, arrivando ad un passo da podio nel 2019 in Qatar con record nazionale; e vinto due medaglie d'oro consecutive con la staffetta alle Universiadi del 2017 (dove ha vinto anche un bronzo individuale) e del 2019.

## Palmarès
| Anno | Manifestazione  | Sede           | Evento      | Risultato  | Prestazione | Note             |
| ---- | --------------- | -------------- | ----------- | ---------- | ----------- | ---------------- |
| 2015 | Europei U23     | Tallinn        | 100 m piani | Batteria   | 12"07       |                  |
| 2016 | Europei         | Amsterdam      | 100 m piani | Semifinale | 11"65       |                  |
| 2016 | Europei         | Amsterdam      | 4×100 m     | 4ª         | 43"00       |                  |
| 2016 | Giochi olimpici | Rio de Janeiro | 4×100 m     | 5ª         | 43"12       |                  |
| 2017 | Europei         | Londra         | 100 m piani | Semifinale | 11"31       |                  |
| 2017 | Europei         | Londra         | 4×100 m     | 5ª         | 42"51       |                  |
| 2017 | Universiadi     | Taipei         | 100 m piani | Bronzo     | 11"33       |                  |
| 2017 | Universiadi     | Taipei         | 4×100 m     | Oro        | 43"81       |                  |
| 2018 | Europei         | Berlino        | 100 m piani | Semifinale | 11"36       |                  |
| 2018 | Europei         | Berlino        | 4×100 m     | 4ª         | 42"30       |                  |
| 2019 | Universiadi     | Napoli         | 100 m piani | 4ª         | 11"39       |                  |
| 2019 | Universiadi     | Napoli         | 4×100 m     | Oro        | 43"72       |                  |
| 2019 | Europei         | Doha           | 100 m piani | Batteria   | 11"48       |                  |
| 2019 | Europei         | Doha           | 4×100 m     | 4ª         | 42"18       | Record nazionale |
| 2021 | Europei indoor  | Toruń          | 60 m piani  | Semifinale | 7"27        |                  |
| 2021 | World Relays    | Chorzów        | 4×100 m     | Finale     | dq          |                  |
| 2021 | Giochi olimpici | Tokyo          | 100 m piani | Batteria   | 11"25       |                  |
| 2021 | Giochi olimpici | Tokyo          | 4×100 m     | 4ª         | 42"08       |                  |
| 2022 | Mondiali        | Eugene         | 4×100 m     | 7ª         | 42"81       | [ 7 ]            |
| 2022 | Europei         | Monaco         | 4x100 m     | Batteria   | 43"93       |                  |
| 2023 | Mondiali        | Budapest       | 100 m piani | Batteria   | 12"18       |                  |
| 2023 | Mondiali        | Budapest       | 4x100 m     | Finale     | dq          |                  |
| 2024 | World Relays    | Nassau         | 4×100 m     | Batteria   | 43"29       |                  |
| 2024 | Europei         | Roma           | 100 m piani | Semifinale | 11"29       |                  |
| 2024 | Europei         | Roma           | 4x100 m     | Finale     | dq          |                  |
| 2024 | Giochi olimpici | Parigi         | 100 m piani | Batteria   | 11"35       |                  |
| 2024 | Giochi olimpici | Parigi         | 4x100 m     | Finale     | dq          |                  |